# Asalem
Asalem – miasto w Iranie, w ostanie Gilan. W 2016 roku liczyło 10 720 mieszkańców.